# Notholepthyphantes australis
Notholepthyphantes australis là một loài nhện trong họ Linyphiidae.
Loài này thuộc chi Notholepthyphantes. Notholepthyphantes australis được Albert Tullgren miêu tả năm 1901.